# La Boucherie
Pour les articles homonymes, voir Boucherie (homonymie).
La Boucherie est un ensemble de deux tableaux peints par Annibale Carracci, datés au début des années 1580 pour des raisons stylistiques, et dont on ignore les circonstances de leur création. Ils sont conservés au musée d'art Kimbell (Fort Worth, États-Unis) et à la Christ Church d'Oxford.
Le plus grand des tableaux est également connu sous le nom de La Grande boucherie pour le distinguer de la toile du même sujet, mais de taille beaucoup plus petite, et pour cette raison également appelée La Petite boucherie.

## Histoire
Les informations les plus anciennes sur La Grande Boucherie remontent à 1627, lorsque le tableau est vendu à l'occasion de la vente de la collection Gonzague à Charles Ier (roi d'Angleterre). Depuis, la toile est toujours restée au Royaume-Uni.
On ne sait rien ni de la manière dont l'œuvre est entrée dans les collections des ducs de Mantoue, ni des circonstances de son exécution. Cependant, étant donné les dimensions considérables de la toile, inhabituelles pour une scène de genre, on peut présumer qu'elle est le résultat d'une commande spécifique, plutôt que le produit d'une initiative autonome du peintre .
L'hypothèse a été avancée que la toile aurait été commandée par la riche famille bolognaise Canobbi, vouée au commerce de la viande. Les Canobbi sont les clients du Baptême du Christ, réalisé par Annibale entre 1583 et 1585 (donc à peu près à la période d'achèvement présumé de la Boucherie d'Oxford). L'hypothèse est donc que la toile de la galerie de Christ Church était destinée à l'une des boutiques de ces marchands ou qu'elle était exposée dans les locaux de la corporation des bouchers bolognais.

## Précédents

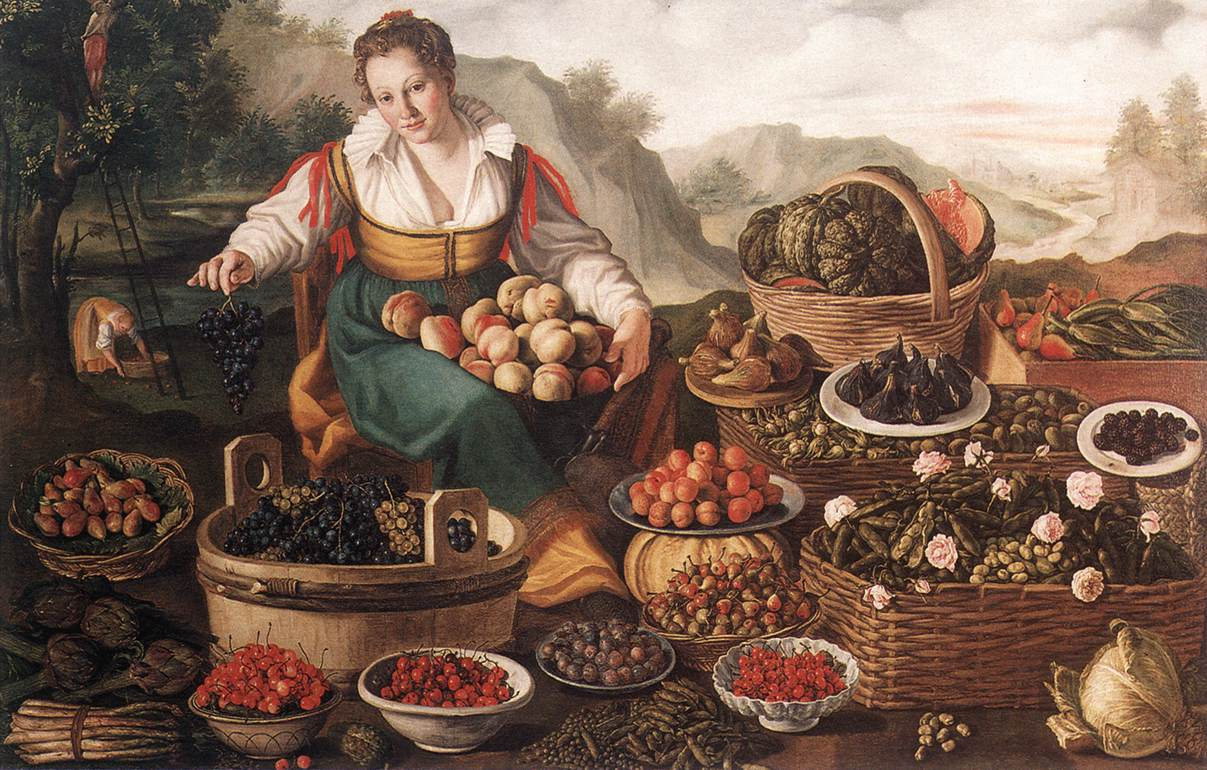
Vincenzo Campi, La Vendeuse de fruits, vers 1580, Pinacothèque de Brera, Milan.

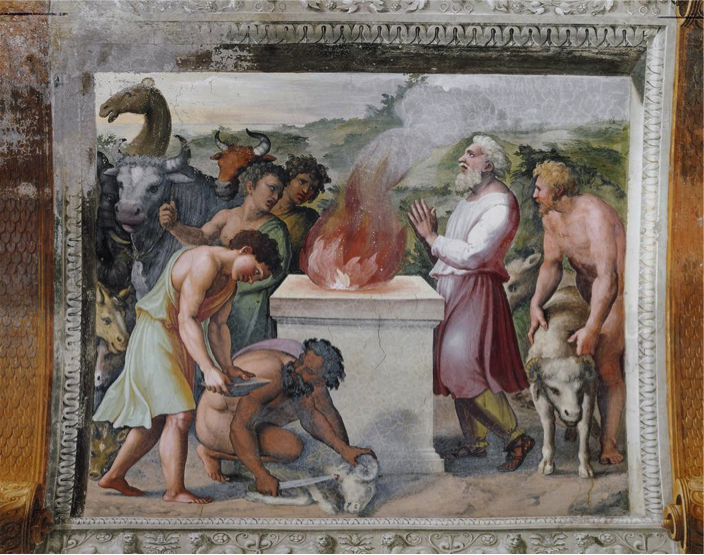
Raphaël, Le sacrifice de Noé, 1519, Loges du Vatican.

Annibale reprend en toute évidence un sujet similaire, presque contemporain de sa boucherie, La Vendeuse de fruits, de Vincenzo Campi, qui est parmi les premiers peintres italiens à importer les créations de Pieter Aertsen et son élève néerlandais Joachim Bueckelaer, des artistes qui ont introduit des représentations assez grandes de scènes de cuisine ou de magasin dans la peinture de genre, où un accent particulier est mis sur les aliments (légumes, oiseaux, poissons et viandes).
Annibale s'est également inspiré de quelques compositions de Bartolomeo Passarotti, chez qui il a peut-être fait un bref apprentissage. Par ailleurs, des œuvres d’Aertsen et de Beuckelaer étaient déjà présentes, à l’époque de la réalisation de la Boucherie d’Oxford, respectivement, à Crémone et à Parme, lieux tous deux accessibles à Carracci. Il n’est pas exclu, donc, qu’Annibale, en plus des dérivations italiennes de Campi et Passarotti, puisse aussi avoir connu directement les modèles flamands.
Les références ne se limitent cependant pas aux seules peintures de genre au contenu similaire : au niveau de la composition, la grande toile d'Oxford fait référence au Sacrifice de Noé de Michel-Ange dans la voûte de la Chapelle Sixtine et aux Loges de Raphaël du Palais du Vatican, des œuvres qu'Annibale, bien qu'il n'en ait pas encore eu de vision directe, connaissait probablement à travers des gravures (par exemple celle de Marco Dente dérivée du Sacrifice de Noé des loges de Raphaël).
Ainsi, la résonance entre certains personnages de La Boucherie d'Annibale et ceux des scènes dédiées à Noé de Michel-Ange et Raphaël semble évidente, comme le boucher agenouillé, au centre de la composition, qui s'apprête à tuer un chevreau, répétition presque littérale du personnage raphaélesque qui accomplit la même action. Le boucher, debout au centre, devant le comptoir, a une position semblable à celle de Noé derrière l'autel, dans la fresque de Michel-Ange .

## Description, analyse et style

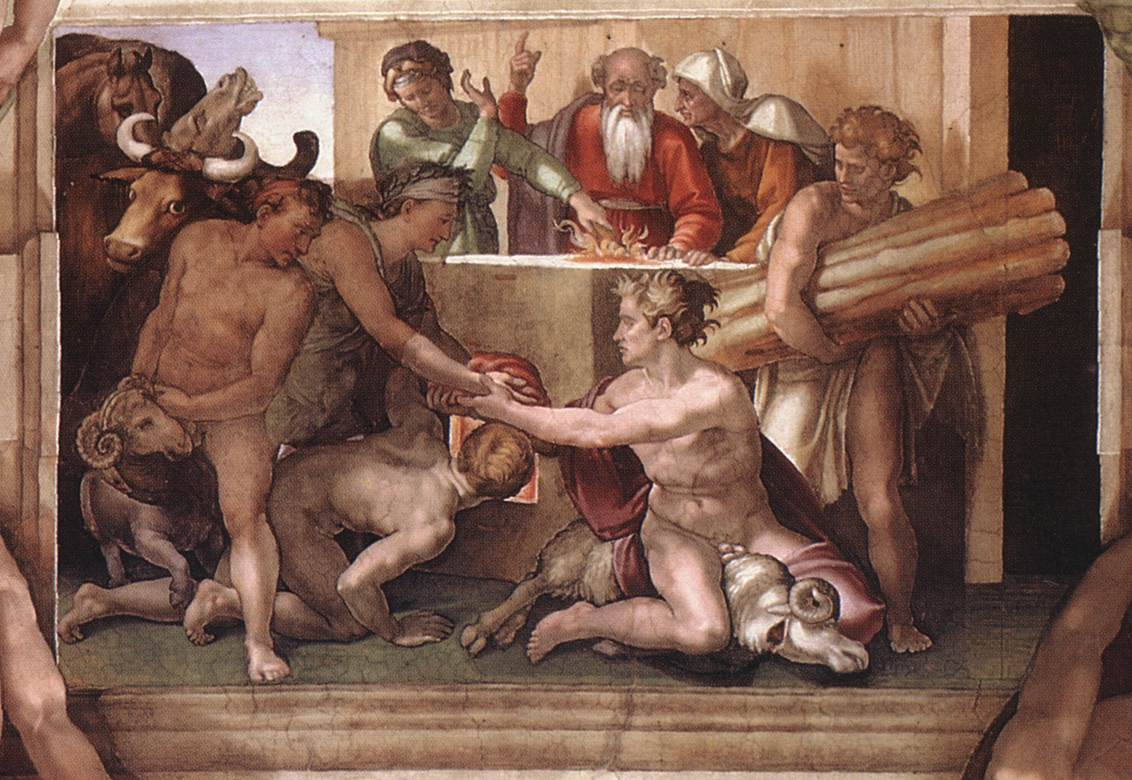
Michel-Ange, Sacrifice de Noé, 1508-1510, Cité du Vatican, Chapelle Sixtine.

La toile actuellement conservée à Oxford omet tout élément de trivialité ou de comédie lourde, que l’on retrouve assez souvent dans les peintures de genre consacrées à la représentation de professions modestes ; au contraire, Annibale décrit avec une clarté absolue et vraisemblance, presque de façon documentaire, les activités qui se déroulent dans une boucherie.
La représentation est objective et réaliste. Les bouchers au travail sont extrêmement spontanés et crédibles ; au premier plan, en bas, le boucher est représenté prêt à couper la tête d'un chevreau ; près de lui, un autre personnage tente péniblement d'accrocher un veau à un crochet : l'effort est souligné par la torsion du torse et de la tête. Au centre, un autre boucher dispose soigneusement les steaks de veau sur le comptoir. Le groupe des commerçants est complété par l'homme au tablier blanc, qui tient la balance avec laquelle il pèse la viande.
Une vieille femme et un garde suisse sont également présents dans la composition. Contrairement aux bouchers au travail, ces figures paraissent presque grotesques, plus en phase avec les précédents et partyiculièrement avec les œuvres de Passarotti. On ne sait pas clairement quelle est la fonction de ces personnages, et en particulier celle du hallebardier qui se trouve à l'intérieur de la boutique. Une explication proposée est que leur présence fait allusion de manière satirique à l'interdiction sévère imposée à Bologne par le cardinal Gabriele Paleotti, de consommer de la viande pendant le Carême. La vieille femme serait présente car les personnes âgées étaient exemptées de l'interdiction, tandis que le garde veille au respect de l'ordonnance de Paleotti ; le geste du Suisse, qui fouille sa poche reste inexpliqué.
Concernant la composition de La Grande Boucherie présente divers éléments d'originalité : les commerçants au travail sont représentés en pied, alors que de nombreuses compositions de sujets similaires préfèrent la demi-figure ; ils sont soigneusement disposées dans l'espace de la boutique, représentés de l'intérieur, un élément que Carracci emprunte aux fresques vaticanes de Michel-Ange et Raphaël, qui l'ont également inspiré pour la disposition des spectateurs dans l'espace.
Dans la peinture d'Oxford, il existe un équilibre entre les protagonistes humains de la scène et les aliments (en l'occurrence la viande), tandis que, dans les compositions de genre proches de la toile de Carracci, ces derniers ont tendance à avoir un rôle dominant, l'effet recherché étant la capacité du peintre à les reproduire avec réalisme et en grande variété et quantité. Dans La Boucherie d'Annibale, en revanche, l'objectif du tableau n'est pas tant la représentation des marchandises exposées dans la boutique (bien que l'œuvre excelle également dans ce sens), mais plutôt le travail de l'homme. Pour cet aspect, Annibale avait peut-être en tête certaines œuvres de Jacopo Bassano où, également la noblesse du travail des humbles est soulignée (bien que dans ses peintures ne soient pas strictement des peintures de genre, mais des peintures à thème religieux, où l’épisode sacré est relégué au second plan et sert presque de prétexte et de justification pour la représentation d’épisodes de la vie quotidienne, qui sont le véritable sujet pictural).
De nombreuses interprétations ont été proposées visant à révéler un hypothétique sens allégorique, ou en tout cas un sous-texte implicite. Une hypothèse particulièrement suggestive en ce sens est que les bouchers travaillant dans la boutique sont en réalité les trois Carracci (aidés par un apprenti/élève), dont la famille à l'origine exerçait le métier de boucher, et que le fort naturalisme de l'œuvre symbolise et justifie le programme de renouveau de la peinture qu'ils prônent, une thèse séduisante, mais, bien que soutenue par un érudit de grande valeur comme Martin, probablement sans fondement.